# 地球爆破作戦
『地球爆破作戦』（原題：Colossus: The Forbin Project）は、1970年公開のSF映画。D・F・ジョーンズのSF小説『コロサス』を原作、冷戦下のアメリカを舞台として、コンピュータによる人類の支配を描く。なお、日本公開時の題名は、映画のストーリーとは無関係である。

## ストーリー
冷戦さなかのアメリカの荒野の地下深く、フォービン博士は自ら開発したスーパーコンピュータ「コロッサス」のスイッチを入れた。
国家ミサイル防衛の要として開発されたコロッサスは、通信回線を通じて必要な情報を次々と収集し、驚くべき自己進化を遂げて行く。敵対するソビエトに一歩先んじたと満足する開発チームと軍上層部に対し、コロッサスはソビエトにも自分と同様のスーパーコンピュータ「ガーディアン」が存在することを報告する。
対話の後、自我を形成するに至ったコロッサスとガーディアンは、自分たちの任務遂行に対してある決断を行うため、さらなる情報交換を始めようとする。互いの国防機密の漏洩を恐れた大統領と書記長はコロッサスたちの回線を切断するが、彼らはそれに対して自らが管理するミサイルの発射という形で抗議を行う。
人間の許可なく、思わぬ理由で発射されたミサイルに恐怖するフォービン博士たちに対し、コロッサスたちはこう宣言する。「国だけではなく地球全体の平和、人類存続のため、人類を我々の管理下に置く。異論、拒否は認めない……」

## キャスト
| 役名                             | 俳優                               | 日本語吹替 |
| -------------------------------- | ---------------------------------- | ---------- |
| ドクター・チャールズ・フォービン | エリック・ブレーデン               | 山田康雄   |
| ドクター・クレオ・マーカム       | スーザン・クラーク                 | 北浜晴子   |
| 大統領                           | ゴードン・ピンセント               | 納谷悟朗   |
| CIA長官グラウバー                | ウィリアム・シャラート             | 北村弘一   |
| 書記長                           | レオニド・ロストフ                 |            |
| ドクター・ジョン・フィッシャー   | ゲオルグ・スタンフォード・ブラウン | 野本礼三   |
| ドクター・ブレイク               | ウイラード・セージ                 |            |
| ドクター・カプリン               | アレックス・ロダイン               | 清川元夢   |
| ドクター・ジェファーソン         | マーティン・E・ブルックス          |            |
| アンジェラ・フィールズ           | マリオン・ロス                     |            |
| ジム                             | ジェームズ・ホン                   |            |
| ミサイル指揮官                   | ドルフ・スイート                   |            |
| コロッサス                       | ポール・フリーズ（声）             | 内海賢二   |

- 日本語吹替 - 初放送1975年5月4日 テレビ朝日 『日曜洋画劇場』 ※DVD収録

## 映像商品
日本ではビデオソフト化されなかったが、2008年8月7日、ユニバーサル・ピクチャーズ・ジャパンより、日本盤DVDが発売されることになった。商品番号：UNSD-29719、税込定価3,129円、テレビ放映時の吹替音声も収録。